# Arqueología ibérica

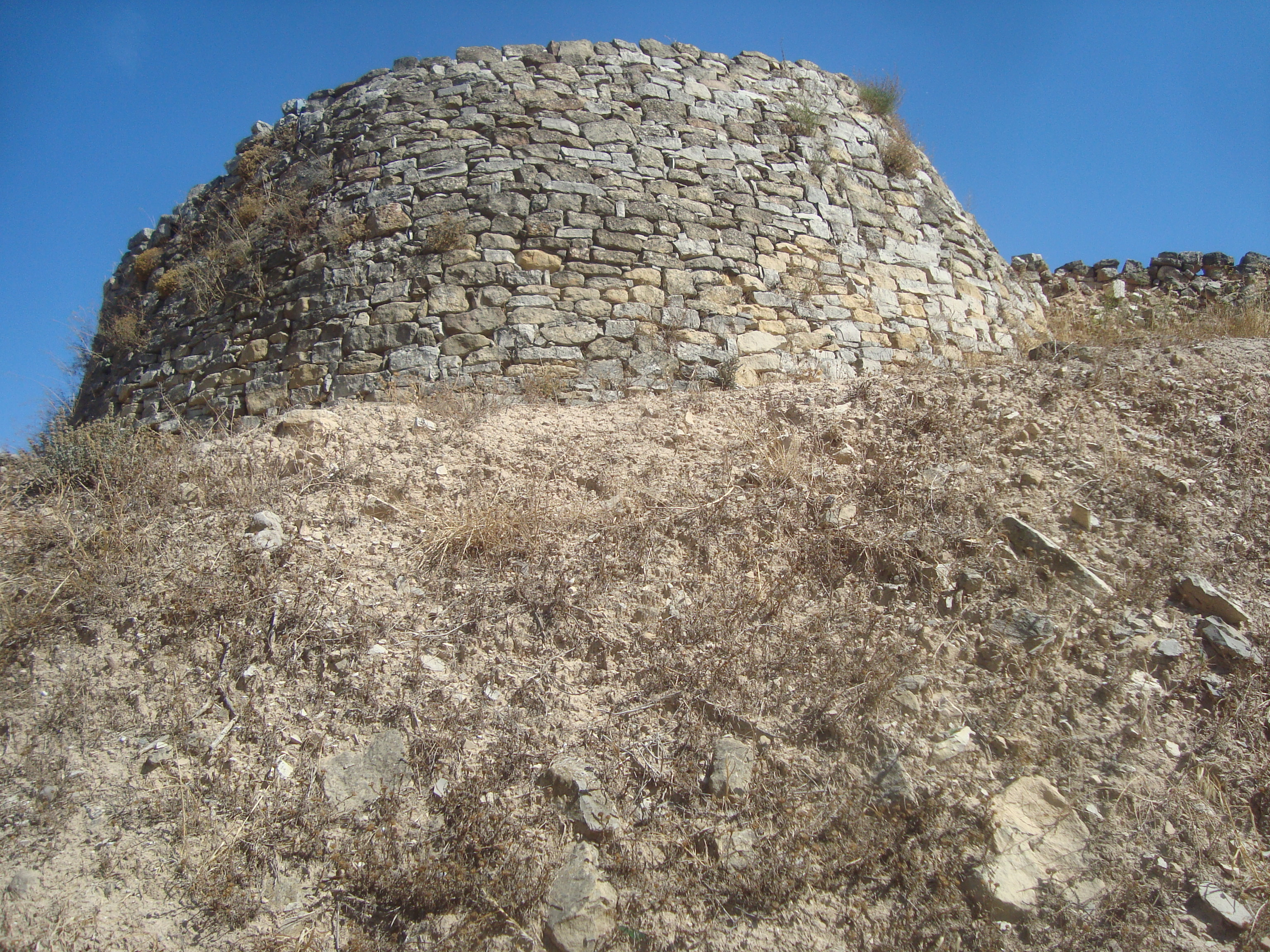
Poblado ibérico ilercavón del Coll del Moro de Gandesa.

La arqueología ibérica es la rama de la arqueología que estudia lo que se refiere a las artes, a los monumentos y a los objetos de la antigüedad de los pueblos íberos, especialmente a través de sus restos materiales.
En la categoría Arqueología ibérica nos referimos al conjunto de actuaciones arqueológicas que se han hecho en el levante y sur de la península ibérica, sobre los pueblos prerromanos conocidos por las fuentes (Hecateo de Mileto, Heródoto, Estrabón o Rufo Festo Avieno) como íberos que englobaban distintos pueblos conocidos por muchos nombres como: elisices, sordones, ceretanos, airenosinos, andosinos, bergistanos, ausetanos, indigetes, castelanos, lacetanos, layetanos, cossetanos, ilergetas, iacetanos, suessetanos, sedetanos, ilercavones, edetanos, contestanos, oretanos, bastetanos y turdetanos. Su período de desarrollo está encuadrado entre el principio del siglo VI a. C.y el siglo II d. C.
Los límites convencionales del ámbito íbero habrían llegado desde el mediodía francés hasta el Algarve portugués y el norte de la costa africana.
Aunque hay figuras importantes como el arqueólogo Isidro Ballester Tormo, fundador del Servicio de Investigación Prehistórica de Valencia o como Emeterio Cuadrado que fueron pioneros en este campo, el libro de Antonio García y Bellido (1945) España y los españoles hace 2000 años, según la Geografía de Strábon, ha marcado en gran medida el desarrollo de los estudios ibéricos.
Con la introducción del torno rápido por los fenicios en el siglo VIII a. C. se produce un cambio en la fabricación de la cerámica en el mundo indígena, lo que permite el desarrollo de una de las manifestaciones más características de la cultura ibérica.
Para cualquier estudio arqueológico de este período, la cerámica es un elemento clave, y como guía tenemos las etapas de la cerámica ibérica, según Arturo Carlos Ruiz Rodríguez y Manuel Molinos Molinos:
- Ibérico I (600/580–540/530 a. C.), protoibérico, orientalizante final. Vasos trípodes, vasos con asas triples, formas de barniz rojo y ánforas fenicias.
- Ibérico II (540/530–450/425 a. C.), ibérico antiguo. Urnas de orejeras (Oral), vasos con borde de cabeza de ánade, decoración con bandas. Asociada con cerámica griega de origen masaliota o de Emporiton, y cerámicas áticas de figuras rojas.
- Ibérico III (450/425–350/300 a. C.), ibérico inicial-pleno. Diversificación de formas y motivos. Cerámica de barniz rojo-ibérico en el Levante y Andalucía. Apogeo de la cerámica ática de figuras rojas. Al final (350–300 a. C.) se produce un corte brusco de las importaciones de cerámica griega.
- Ibérico IV (350/300–175/150 a. C.), Ibérico pleno-tardío. Máximo desarrollo de la diversificación. Aparición del estilo de Liria-Oliva. Las decoraciones son variadas e incluyen escenas con guerreros, de recolección, actividades textiles, caballeros, danzantes, músicos, animales, etc. Su final coincide con la aparición de la cerámica campaniense y el final de la segunda guerra púnica.
- Ibérico V (175/150–60 d. C.), Ibérico tardío. Vinculada a las producciones romanas (campaniense A y B, sigillata). Estilo de Azaila, continuación del Elche-Archena.
- Ibérico VI (60 d. C-siglo II/III d. C.). Producción marginal con estilo ibérico en época romana.